# 亚萨合莱

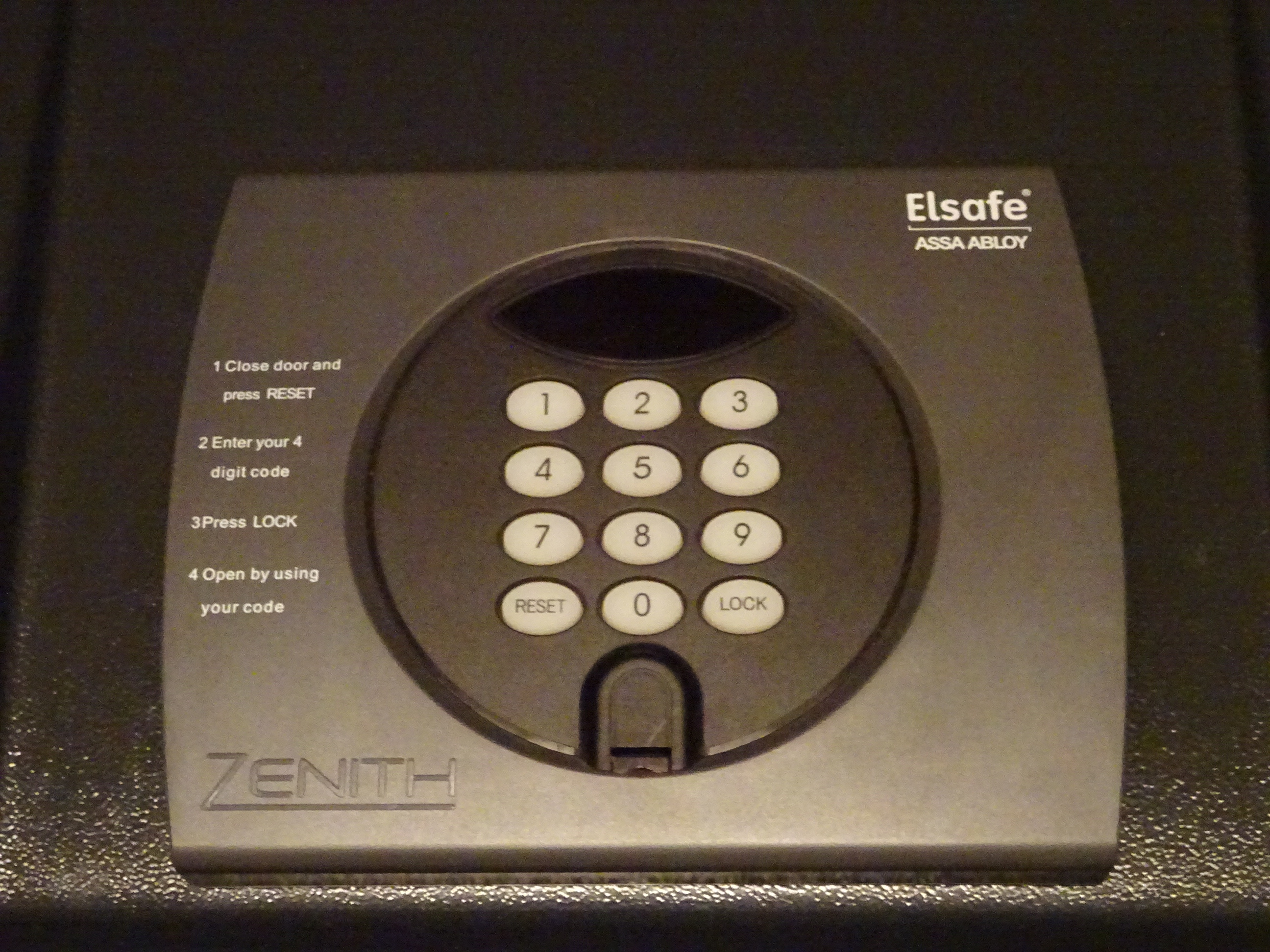
Safe box locker

亚萨合莱（ASSA ABLOY）集团由瑞典的ASSA和芬兰的Abloy兼并而成。新公司于1994年11月8日在斯德哥尔摩证券交易所上市。自1994年成立以来，亚萨合莱已由一家区域性公司发展成为一家拥有约46,000名员工、销售额约为470亿克朗、业务遍及70多个国家的跨国集团公司。
集团的主打品牌涵盖四个不同的市场的客户：访问控制、安全卡发行和识别技术市场的HID，住宅市场的Yale、锁匠行业的Mul-T-Lock、高安全性锁具市场的ABLOY。同时，集团通过大量收购活动实现了本地和全球锁具及安防品牌的产品组合。

## 集团架构
亚萨合莱集团由五个分部组成。
- 欧洲、中东和非洲地区分部:

主要在欧洲、中东和非洲生产和销售机械锁、机电一体化锁、数码门锁、防盗门和配件。主要品牌包括ABLOY、ASSA、IKON、Mul-T-Lock、TESA、UNION、Yale和Vachette。
- 美洲地区分部:

主要在北美和南美生产和销售机械锁和机电一体化锁、锁芯、门配件、防盗门和门框。北美是该分部的主要销售市场，亚萨合莱在这里拥有庞大的销售机构，并通过分销商销售产品。部分品牌包括Ceco、Corbin Russwin、Curries、Emtek、Medeco、Phillips、SARGENT和La Fonte。
- 亚太地区分部:

主要生产和销售机械锁和机电一体化锁、数码门锁、高安全性门和五金件。最大的品牌为中国品牌保德安、固力、盼盼、神飞利益、多麦克司、北京天明、国强五金、龙电及三和；韩国品牌Gateman、Angel和King；以及全球品牌Yale。在澳大利亚和新西兰，最大的品牌是Lockwood和Interlock。
- 全球科技(Global Technologies)分部:

该分部是电子安防解决方案的供货商，由HID Global和ASSA ABLOY Hospitality两个业务单位组成，主要向商业领域销售产品。HID Global为商业公司、医疗保健、教育和金融机构及政府和国家机构提供安全识别产品和管理解决方案。ASSA ABLOY Hospitality 则致力于制造和销售用于酒店和游艇的VingCard Elsafe品牌电子锁系统、保险柜、能源管理系统和小型信号发生器。
- 入口系统(Entrance Systems)分部:

主要从事入口自动化产品、组件及服务领域的业务。该分部的产品包括自动推拉门、滑行门和旋转门、风幕机、门自动装置、车库门、高性能门、工业门、对接解决方案和机库门。产品品牌包括Besam、Crawford、Megadoor、Albany、FlexiForce、Normstahl、Ditec和EM。

## 在亚太区的发展
亚萨合莱的业务覆盖全球，包括发达国家及新兴市场。亚太区总部设于香港。中国是集团在亚太区的最大的市场及重要生产基地，其它亚洲市场，尤其是新兴市场如印度和印度尼西亚，同样发展迅速。此外，集团于澳大利亚和新西兰有领导地位。
- 亚太区总部 – 香港（员工人数：约30人）

职能部门：管理层，财政与技术，并购，营运，人力资源，企业传讯与市场信息，法律事务，品牌发展和行政
- 大中华区建筑五金集团（员工人数：约4,500人）

生产基地：中山亚萨合莱中山 – 中山

保德安锁业 – 浙江

神飞利益 - 浙江
　　
- 中国安全门业（员工人数：约5,700人）

生产基地：盼盼门业  -  辽宁省营口，长沙，廊坊，成都和无锡　　
- 中国防火门及窗五金（员工人数：约2,700人）

生产基地：山东国强五金–山东

亚萨合莱天明 – 北京

深圳市龙电科技实业–深圳

三和电力科技–汕头
- 南亚（员工人数：约140人）

营销办事处：新加坡，马来西亚吉隆坡，泰国曼谷，印度尼西亚，菲律宾和印度孟买和德里
- 北亚（员工人数：约500人）

生产基地：位于首尔及上海的易保（iRevo）、大邱的Angel Metal和京畿道的Samhwa King

营销办事处：南韩首尔和日本东京　　
- 澳大利亚（员工人数：约550人）

生产基地：位于墨尔本的Lockwood和Pyropanel (百诺)

营销办事处：遍及全国　
- 新西兰（员工人数：约230人）

生产基地：位于新西兰的Interlock

营销办事处：新西兰的奥克兰和美国的雷诺